# Nezihe Muhiddin
Nezihe Muhiddin (modern török írásmód: Nezihe Muhittin; Isztambul, 1889 – Isztambul, 1958. február 10.) török női jogi aktivista, újságíró, író, politikai vezető.

## Élete
1889-ben született egy hivatalnok lányaként, az isztambuli Kandilli városnegyedben. Itt járt általános iskolába, emellett magántanulóként is tanult. Miután tanárnői képesítést szerzett, egy évig ebben a szakmában dolgozott, majd egy, a nők védelmére alapított szervezet titkára lett.
A Török Köztársaság első pártja, az 1923 nyarán alapított Kadınlar Halk Fırkası („Nők Néppártja”) alapítója. A pártot a nők politikai és társadalmi jogainak elismeréséért alapították, de a kor politikai helyzetéből kifolyólag az új török állam nem ismerte el hivatalosan a túl radikálisnak tartott pártot.
Muhiddin ezután megalapította a Türk Kadınlar Birliğit („Török Nők Szövetsége”). A Türk Kadınlar Birliği tovább küzdött a politikai egyenlőségért. 1927-ben egy feminista férfi jelöltet indítottak, hogy a nők jogaiért küzdjön a parlamentben, a jelölt azonban, miután találkozott Atatürkkel, visszavonta jelölését. A török kormány eközben visszavonta támogatását a Szövetségtől majd támadni kezdte, miután Muhiddin nem hátrált meg, továbbra is egyenlő jogokat követelt a nőknek és nem vonta vissza azt az állítását, hogy a rendőrség átkutatta a Szövetség irodáit és dokumentumokat foglalt le.
Muhiddin 1924-től 1927-ig a Kadın Yolu című feminista hetilap főszerkesztőjeként dolgozott. Egész életét a török nők életkörülményei javításának szentelte. 1958-ban egy isztambuli pszichiátriai intézetben hunyt el.

## Jelentősége
Muhiddin a nők jogainak egyik úttörőjének számít Törökországban. Nagy erőfeszítésekkel küzdött a poligámia eltörléséért és a váláshoz való jogok korszerűsítéséért, az aktív és passzív választójogért és általában a nők egyenlő jogaiért a társadalomban.

## Művei

### Könyvek
- Şebab-ı Tebah („Elveszett fiatalság”)
- Benliğim benimdir („Az egóm az enyém”)
- Güzellik Kraliçesi („A szépségkirálynő”)
- Boz Kurt („A szürke farkas”)
- İstanbul'da Bir Landru („Egy Landru Isztambulban”)
- Ateş Böcekleri („Szentjánosbogarak”)
- Bir Aşk Böyle Bitti („Így ért véget egy szerelem”)
- Çıplak Model („A meztelen modell”)
- İzmir Çocuğu („Az izmiri gyermek”)
- Avare Kadın („Pazarló asszony”)
- Bir Yaz Gecesiydi („Nyári éjszaka volt”)
- Çıngıraklı Yılan („A csörgőkígyó”)
- Kalbim Senindir („Szívem a tiéd”)
- Sabah Oluyor („Reggel van”)
- Gene Geleceksin („Vissza fogsz térni”)
- Sus Kalbim Sus! („Csitt, szívem, csitt!”)
- Türk Kadını („A török nő”)

## Fordítás
- Ez a szócikk részben vagy egészben  a   Nezihe Muhiddin című angol Wikipédia-szócikk ezen változatának fordításán alapul.  Az eredeti cikk szerkesztőit annak laptörténete sorolja fel. Ez a jelzés csupán a megfogalmazás eredetét és a szerzői jogokat jelzi, nem szolgál a cikkben szereplő információk forrásmegjelöléseként.
- Ez a szócikk részben vagy egészben  a   Nezihe Muhiddin című német Wikipédia-szócikk ezen változatának fordításán alapul.  Az eredeti cikk szerkesztőit annak laptörténete sorolja fel. Ez a jelzés csupán a megfogalmazás eredetét és a szerzői jogokat jelzi, nem szolgál a cikkben szereplő információk forrásmegjelöléseként.